# Stéphane Traineau
Stéphane André Michel Traineau (ur. 16 czerwca 1966 w Cholet) – francuski judoka. Dwukrotny medalista olimpijski.
Brał udział w czterech igrzyskach olimpijskich (IO 88, IO 92, IO 96, IO 00), na dwóch zdobywał brązowe medale. Dwukrotnie - w 1996 i 2000 - był medalistą w wadze półciężkiej. Zdobył złoto (w 1991) i dwa brązowe medale mistrzostw świata (1993 i 1995). Piąty na MŚ w 1989 i 1995. Na mistrzostwach Europy wywalczył cztery złote medale (1990, 1992, 1993 i 1999) oraz dwa brązowe (1991 i 1995), był również wielokrotnym medalistą drużynowych mistrzostw kontynentu. Zdobył dwa medale na Igrzyskach śródziemnomorskich. Srebrny medalista wojskowych MŚ w 1988. Zdobył cztery złote medale mistrzostw Francji seniorów. Startował w Pucharze Świata w latach 1990, 1991 i 1993–2000.